# Oblężenie Konstantynopola (860)
Oblężenie Konstantynopola (860) – pierwszy atak Rusów na Bizancjum, a zarazem w ogóle pierwsza znana wyprawa wojenna Rusów, która miała miejsce w roku 860. W kronice Nestora zapisany pod rokiem 6374 (według kalendarza bizantyjskiego, co dawałoby rok 866), jako wyprawa Askolda i Dira.

## Przyczyny wyprawy
Wedle Nestora Askold i Dir, od momentu rozstania z Rurykiem, zamierzali iść do Carogrodu. Nie jest jednak jasne, czy chodziło o wyprawę łupieżczą, jaka nastąpiła w 860 roku, czy też o wyprawę handlową. Według Focjusza, wyprawa ta była zemstą za mordy na Rusach dokonane wcześniej w Bizancjum.

## Skąd przyszli Rusowie i kto nimi dowodził?
Nestor jako jedyny podaje miejsce, z którego wyruszyła wyprawa i imiona jej organizatorów. Miejscem tym miał być według niego Kijów, a dowódcami Rusów byli Askold i Dir. Inne źródła nie podają, ani imion dowódców, ani miejsca pochodzenia wyprawy. Focjusz pisze jedynie, że Rusowie przyszli z dalekiej północy i w drodze do Bizancjum przepłynęli przez wiele krajów, co, o ile nie jest retoryczną przesadą, sugeruje, że jednak nie był to stosunkowo bliski Kijów, ale raczej znany również z Nestora i z innych źródeł, północny ośrodek kolonizacji Rusów wokół jeziora Ilmień. Również zaskoczenie Bizantyjczyków, świadczy według niektórych autorów, przeciwko Kijowowi, gdyż koncentracja dużych sił w stosunkowo bliskim mieście powinna wcześniej przyciągnąć uwagę Cesarstwa. Focjusz stwierdza też, że napastnicy nie mieli dowódcy, to jednak znaczy chyba jedynie tyle, że on go nie znał. Istnieje też koncepcja, że Rusowie ci, nie mieli związków z Normanami, lecz byli ludem pochodzenia słowiańskiego, zamieszkującym północne wybrzeża Morza Czarnego, jednak większość źródeł jednoznacznie potwierdza skandynawskie pochodzenie napastników.

## Siły Rusów
Źródła wahają się w ocenie sił floty ruskiej, od 200 (Nestor) do 360 łodzi (Jan Diakon), każda łódź mogła pomieścić kilkudziesięciu wojowników. Dane te uważa się dziś za zdecydowanie zawyżone.

## Bitwa
Rusowie zaatakowali Konstantynopol niespodziewanie w czasie wyprawy cesarza Michała III przeciw Arabom 18 czerwca 860. Cesarz zdołał jednak wrócić do miasta i podjąć obronę. Rusowie spalili przedmieścia i wymordowali wielu ich mieszkańców. Według Symeona Logotety i opierającego prawdopodobnie na nim Nestora, flota ruska została następnie zatopiona w wyniku cudu. Patriarcha Focjusz, wraz z cesarzem mieli zamoczyć w wodach zatoki suknię Bogarodzicy, po czym nastąpił sztorm, który rozbił flotę, a większość Rusów wyłapano. Nie wspominają o tym inne źródła, a sam Focjusz pisze, że Rusowie dzięki wyprawie zostali wyniesieni do świetności i bogactwa, zaś wedle Jana Diakona mieli powrócić do siebie z triumfem.

## Skutki wyprawy
Poza zdobyciem bogactwa i sławy przez Rusów, najistotniejszym skutkiem wyprawy wydaje się rozpoczęcie, organizowanej przez Bizancjum, akcji chrystianizacji Słowian. Wprawdzie misja wysłana do Rusów, nawraca ich kilka lat później jedynie na krótki czas (na stałe przyjmą chrześcijaństwo ponad 100 lat później), jednak wśród Słowian południowych i zachodnich kierowana przez Cyryla i Metodego misja odnosi trwały sukces.